# Щукинська (платформа)
Щукинська (рос. Щукинская) — зупинний пункт на Ризькому напрямку МЗ і Курсько-Ризькому діаметрі, Москва, Росія. 
Після введення в експлуатацію 25 червня 2021 року

замінив платформу Покровсько-Стрешнєво, що була ліквідована
.

## Конструкція
Наземна, відкрита з двома острівними прямими платформами.

## Пересадки
- Метростанція  Щукинська
- Автобуси: 60, 100, 105, 137, 253, 310, 460, 638, 640, 681, 687, 798, 800;
- Трамваї: 10, 15, 21, 28, 30, 31